# علم اجتماع الفن
علم اجتماع الفن هو فرع من فروع علم الاجتماع بشكله العام ولكن معني بدراسة علم الجمال وعلم الفن.
عبر التاريخ كان دراسة علم اجتماع الفن عبارة عن دراسة تاريخ الفن وكيفية ظهور الفنانين في مجتمعات مختلفة. في كتابها " المعنى والتعبير: نحو علم اجتماع الفن " الصادر عام 1970، تعطي هانا دينهارد هذه السمات المميزة لعلم اجتماع الفن (صفحة 3): " نقطة الانطلاق لعلم اجتماع الفن هي السؤال: الأعمال الفنية، التي تظهر دائماً على أنها من منتجات النشاط البشري خلال فترة زمنية معينة وفي مجتمع معين ولوقت محدد ولمجتمع أو وظيفة محددة -- حتى لو لم تُنتج بالضرورة كـ " أعمال فنية" -- كيف يمكن أن تعيش خارج زمانها وأن تبدو معبرة وذات معنى في عصور ومجتمعات مختلفة كلياً؟ من ناحية أخرى، كيف سيتم تمييز العصر والمجتمع من خلال الأعمال الفنية التي أُنتجت فيهما؟